# IEEE 802.22
IEEE 802.22 és una modificació de l'estàndard 802.11 per WLAN desenvolupat pel grup de treball 11 del comitè d'estàndards LAN/MAN del IEEE (IEEE 802), que utilitza les bandes blanques o lliures que no empra el servei de televisió mitjançant l'ús de tècniques de ràdio cognitiva.

## Característiques
- Capa física PHY : modulació OFDM/OFDMA amb 2048 subportadores. Modulacions QPSK (abast fins a 30Km, 100Km en bones condicions), 16-QAM (abast fins a 22Km) i 64-QAM (abast fins a 15Km).[4] Bandes de freqüència compreses entre 54 MHz-862 MHz.
- Capa d'enllaç MAC : orientada a connexió, servei QoS. Encriptació EAP.

## Comparació amb IEEE 802.11af
IEEE 802.11af aplica fins a un abast de 1 km i IEEE 802.22 aplica fins a un abast de 100 km.